# Poarta Indiei
Poarta Indiei (în engleză Gateway of India; în marathi भारत द्वारमण्डप) este un monument în formă de arc construit în secolul al XX-lea în Mumbai, India. Monumentul a fost ridicat pentru a comemora debarcarea regelui George al V-lea și a reginei Mary la Apollo Bunder în vizita lor în India din 1911.
Construit în stil indo-sarazin, Porții Indiei i s-a pus piatra de temelie la 31 martie 1911. Structura este un arc de bazalt, de 26 m înălțime. Designul final al lui George Wittet a fost aprobat în 1914 și construcția monumentului a fost finalizată în anul 1924. Poarta a fost mai târziu folosită ca intrare ceremonială simbolică în India pentru viceregi și pentru noii guvernatori ai Bombay-ului. Ea avea rolul de a permite intrarea și accesul în India.
Poarta Indiei este situată pe malul mării, în zona Apollo Bunder de la capătul lui Chatrapathi Shivaji Maharaj Marg din Mumbaiul de Sud pe malul Mării Arabiei. Monumentul a fost denumit și „Taj Mahalul din Mumbai” și este principala atracție turistică a orașului.

## Istoria

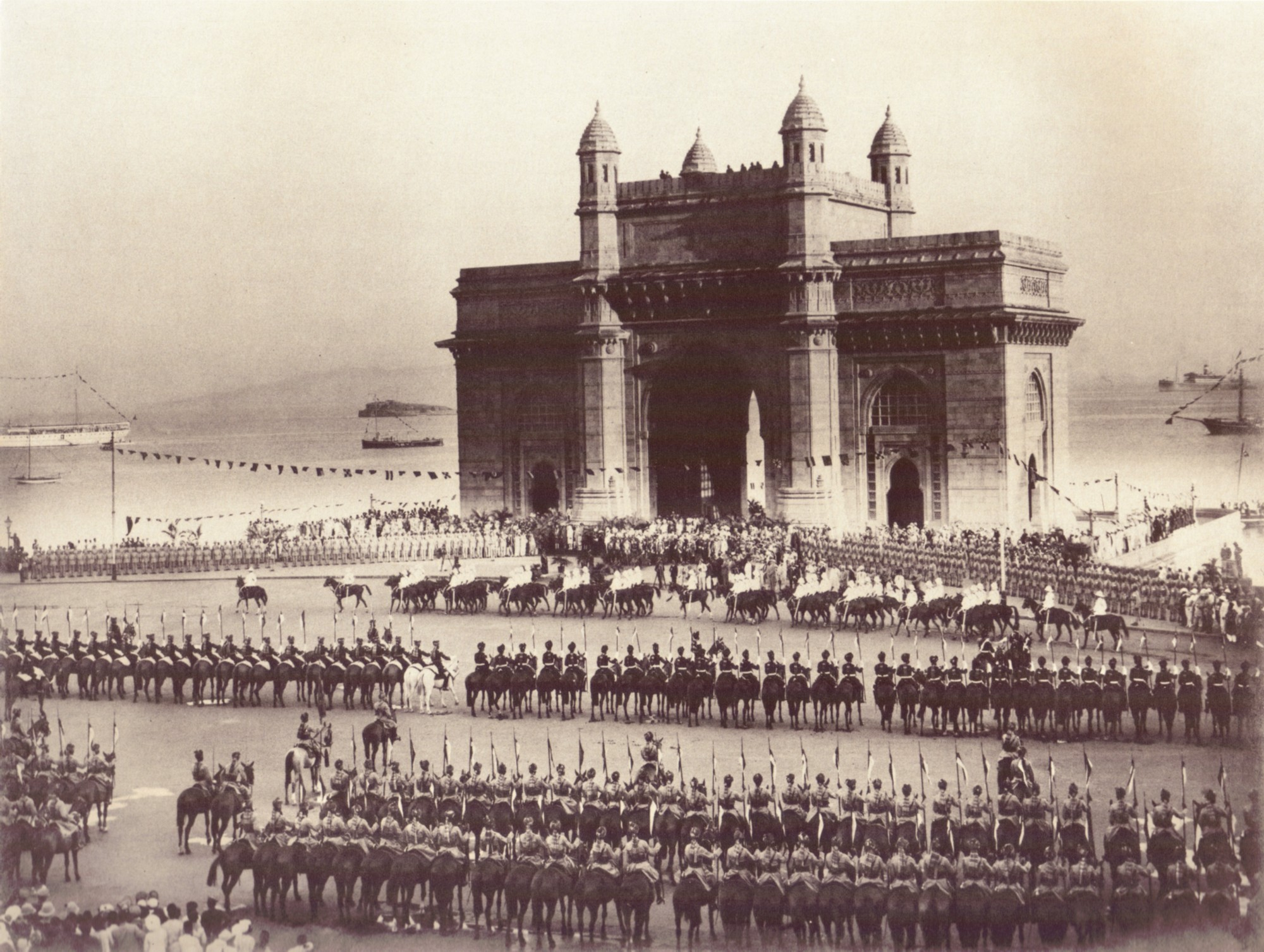
Poarta Indiei, Bombay, 1924

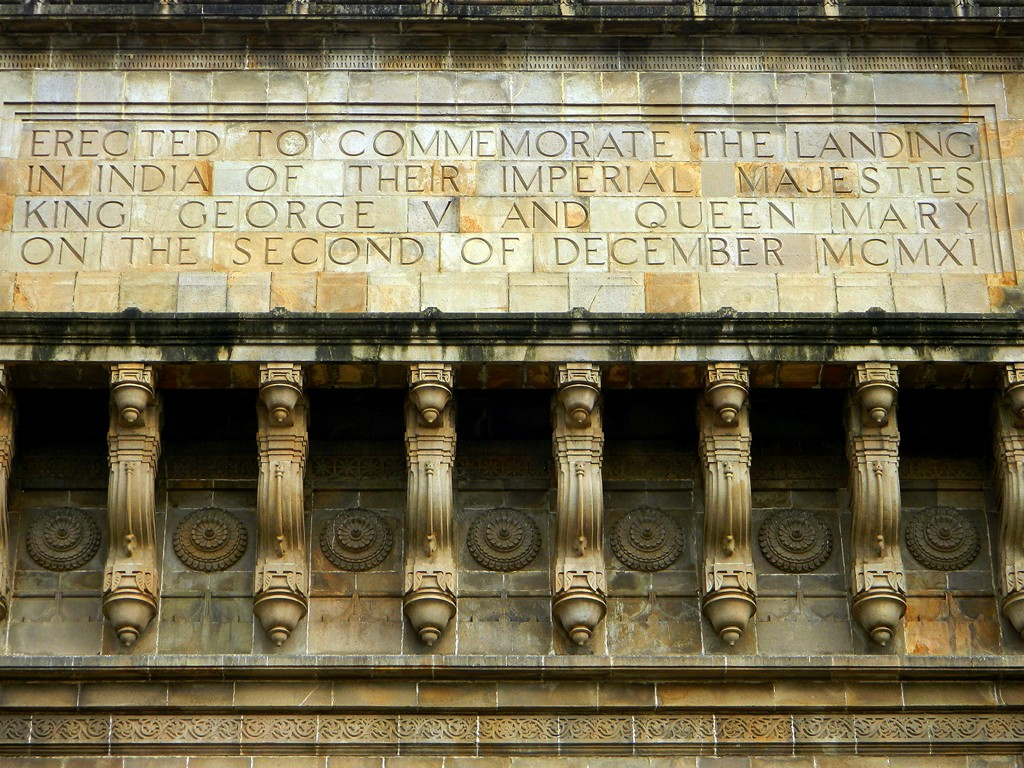
Inscripția de pe frontispiciul Porții Indiei: „Ridicat pentru a comemora debarcarea în India a Majestăților lor Imperiale, regele George al V-lea și regina Mary pe doi decembrie MCMXI”

Poarta Indiei a fost construită pentru a comemora vizita regelui George al V-lea și a reginei Mary la Mumbai, înainte de Delhi Durbar în decembrie 1911. Ei nu au apucat să vadă decât o machetă din carton a monumentului, deoarece construcția a început abia în 1915.  Piatra de temelie a fost pusă la 31 martie 1913, de către guvernatorul Bombay-ului, Sir George Sydenham Clarke, proiectul final al lui George Wittet fiind aprobat pe 31 martie 1914.
Terenul pe care a fost construită Poarta a fost anterior un debarcader improvizat, folosit de comunitatea de pescari, ulterior renovat și folosit ca loc de debarcare pentru guvernatorii britanici și alte persoane de vază. Mai demult, ar fi fost prima structură pe care o vedeau cei care soseau pe barcă în Mumbai.
Între 1915 și 1919 s-au efectuat lucrări la Apollo Bundar (Port) pentru a întări terenul pe care urmau să se construiască poarta și noul zid maritim. Fundațiile au fost finalizate în anul 1920 și construcția a fost terminată în anul 1924. Poarta a fost deschisă la 4 decembrie 1924 de vicerege, contele de Reading.
Ultimele trupe britanice care au părăsit India după independență, Batalionul I al Infanteriei Ușoare Somerset, a trecut prin Poartă la plecare într-o ceremonie ținută pe 28 februarie 1948, simbolică pentru sfârșitul dominației britanice.

## Aspectul arhitectural
Designul structural al Porții Indiei este constituit dintr-un arc mare, cu o înălțime de 26 m. Monumentul este construit din bazalt galben și beton indisolubil. Planul structural al Porții Indiei este conceput în stil indo-sarazinic. În structura grandiosului edificiu se pot găsi și urme de stiluri arhitecturale musulmane. Cupola centrală a monumentului este de aproximativ 48 de metri diametru, cu o înălțime totală de 83 de metri. Proiectate cu modele întrețesute complexe, cele 4 turnulețe sunt cele mai importante caracteristici ale întregii structuri a Porții Indiei. În spatele arcului porții sunt consturite trepte care duc în Marea Arabiei.

## Design și arhitectură

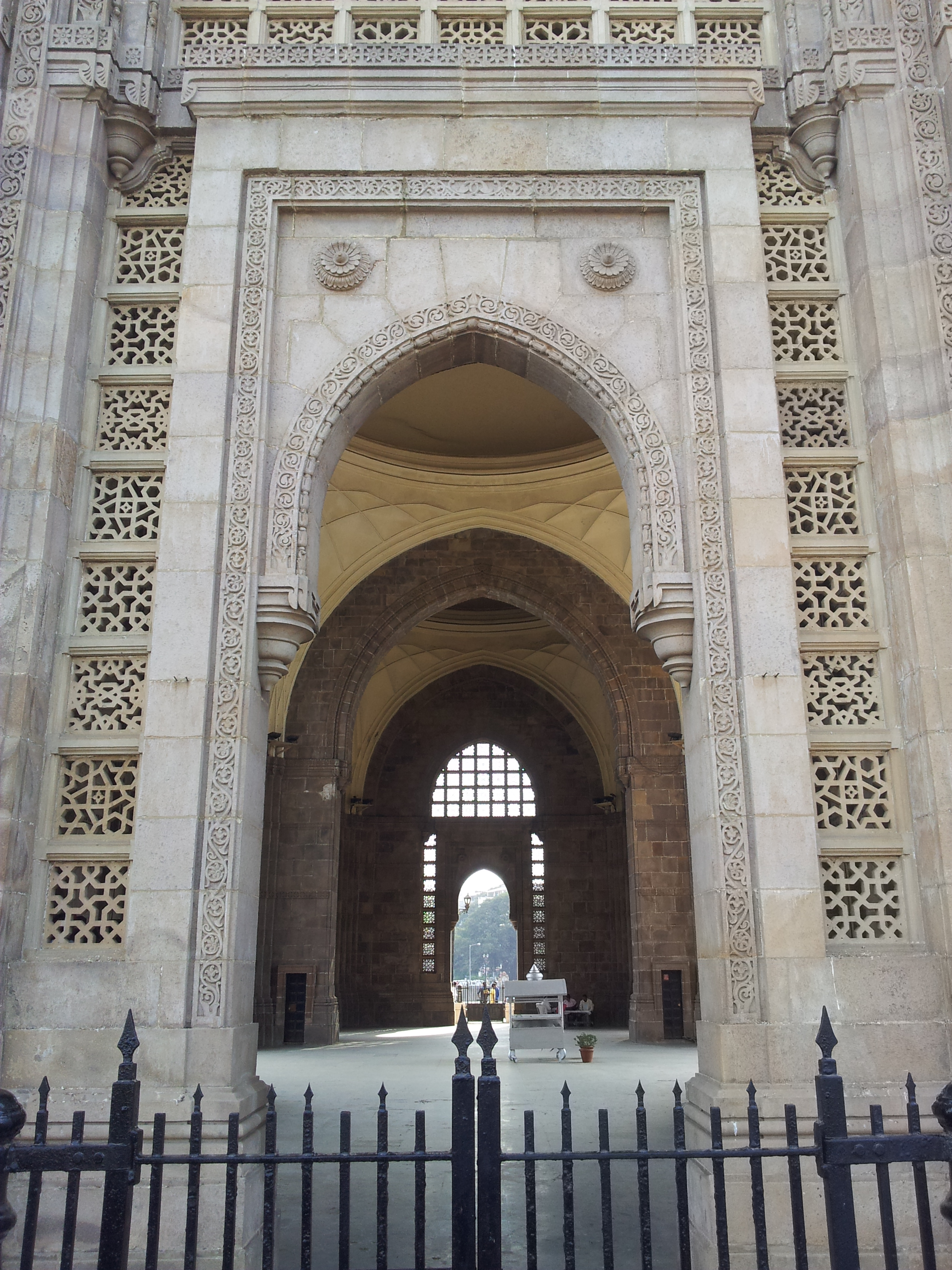
Sălile din interiorul Porții Indiei

Arhitectul scoțian George Wittet a combinat elementele arcului de triumf roman cu cele ale arhitecturii din Gujarat din secolul al XVI-lea. Designul monumentului este o combinație stiluri arhitecturale hinduse și musulmane. Arcul este în stil musulman, în timp ce decorațiunile sunt în stil hindus. Poarta Indiei este construită din bazalt galben și beton armat. Piatra a fost obținută local, iar ecranele perforate au fost aduse din Gwalior. Poarta este îndreptată spre Portul Mumbai din extremitatea Apollo Bunder.
Cupola centrală este de 15 m diametru și 25 m înălțime deasupra solului la punctul cel mai înalt. Fațada dinspre port a fost realiniată cu o esplanadă ce ar fi urmat să ducă până în centrul orașului. Pe fiecare parte a arcului, există săli mari, cu o capacitate de 600 de persoane. Costul construcției a fost de ₹2 milioane (US$28,000), suportate în principal de către Guvernul imperial al Indiei. Din cauza lipsei de fonduri, drumul acela nu a fost niciodată construit și deci poarta de acces este dispusă oblic față de drumul care duce la ea.

## Locația și semnificația

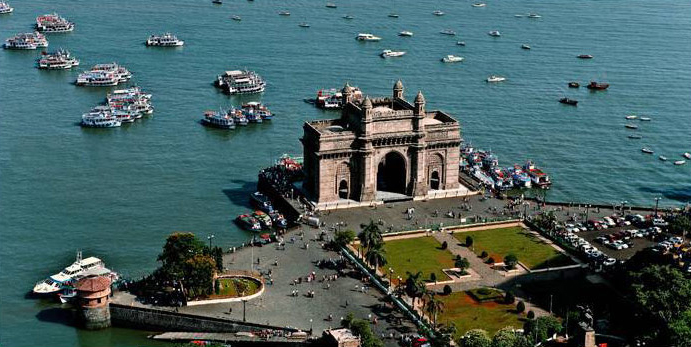
Vedere aeriană a Porții Indiei

Poarta Indiei este considerată un „monument simbolic”, care reprezintă orașul Mumbai.

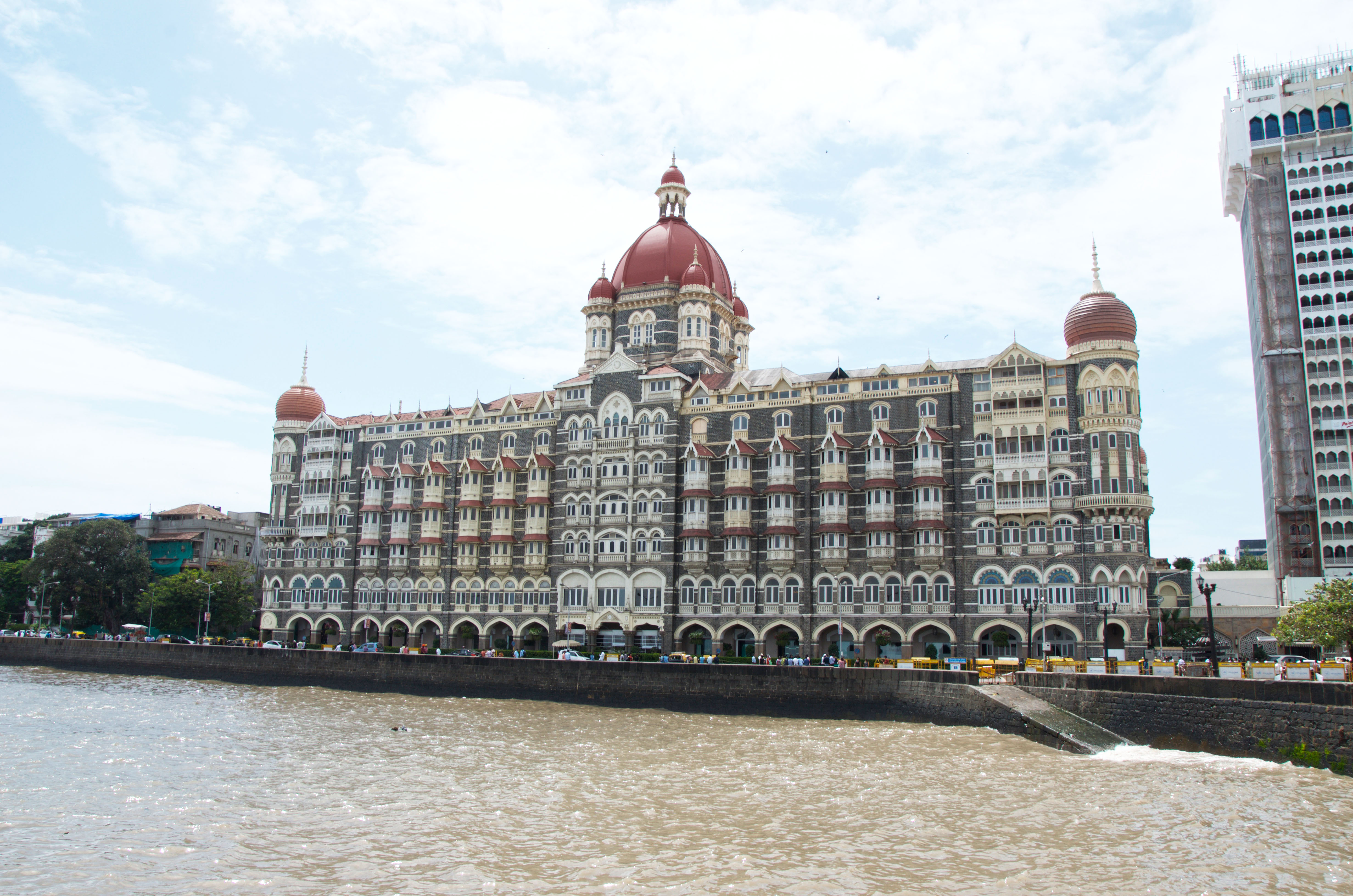
Hotelul Taj Mahal situat vizavi de Poarta Indiei

Vizavi de Poartă se află Taj Mahal Palace & Tower. Pentru britanicii care sosesc în India, poarta de acces era un simbol al „puterii și măreției” Imperiului Britanic. Deși construită în semn de bun venit adresat regelui George al V-lea pentru vizita sa din 1911, la acea dată un eveniment de mare importanță pentru India Britanică și pentru Imperiul Britanic, astăzi ea servește ca o „monumentală amintire” a dominației coloniale britanice asupra Indiei.

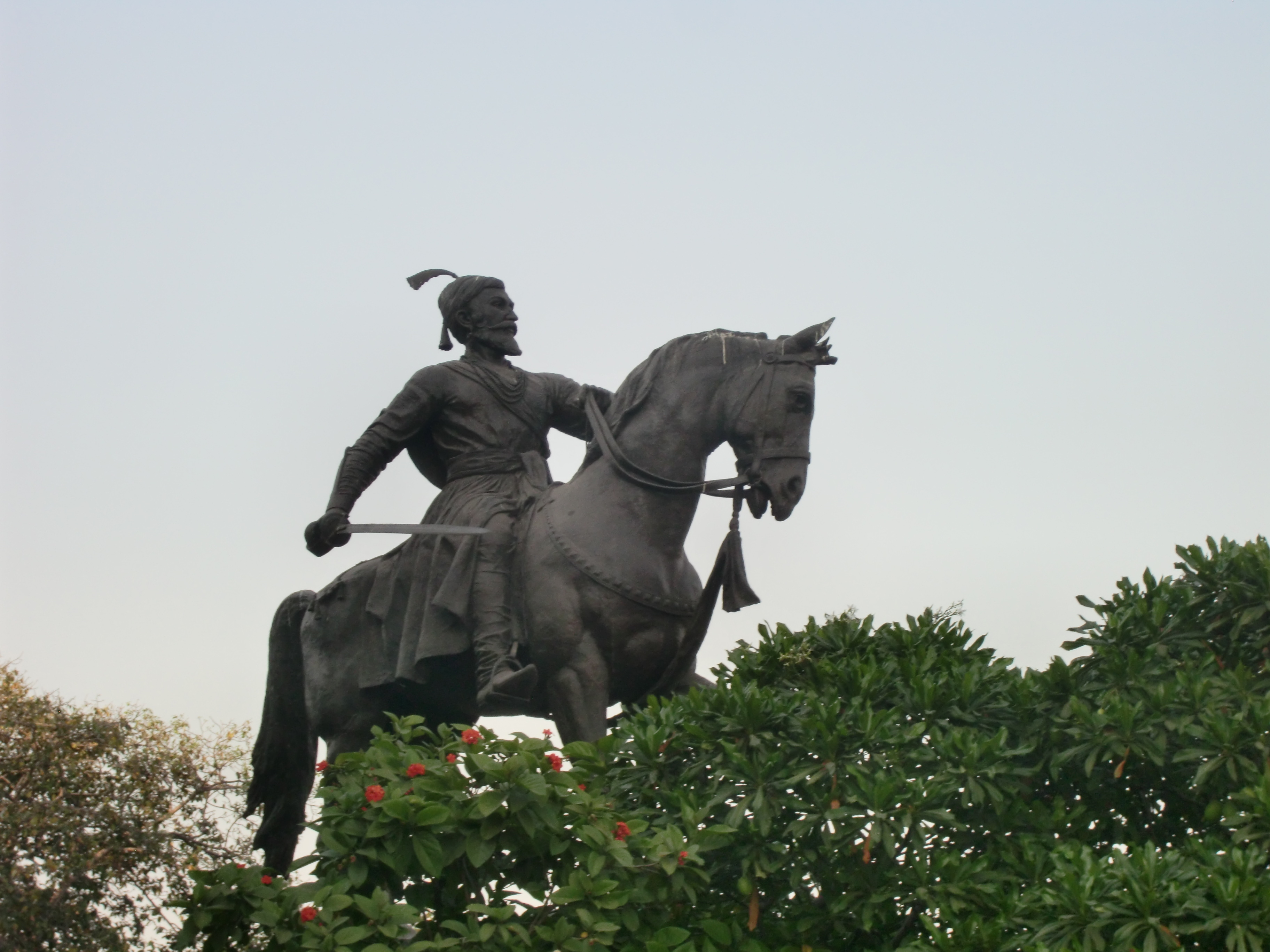
Monumentul lui Chhatrapati Shivaji Maharaj din apropiere de Poartă

Vizavi de poarta, se află statuia lui Chhatrapati Shivaji Maharaj, rege din Maratha care s-a folosit de război de gherilă pentru a pune bazele imperiului Maratha în zona munților Sahyadri în secolul al XVII-lea, ca simbol al „mândriei și curajului” marathanilor. Statuia a fost dezvelită la data de 26 ianuarie 1961, cu ocazia Zilei Republicii.
Cealaltă statuie din imediata apropiere a monumentului este cea a lui Swami Vivekananda, realizată de un sculptor indian, Sitaram S. Arte.
Există cinci debarcadere amplasate în jurul Porții. Primul debarcader este exclusiv pentru Centrul de Cercetare Atomică în timp ce al doilea și al treilea sunt utilizate pentru activități comerciale de transport cu feribotul, cel de-al patrulea este închis, iar cel de-al cincilea este exclusiv pentru Royal Bombay Yacht Club. Cel de-al doilea și al treilea debarcader sunt punctul de plecare pentru excursii la Peșterile Elephanta, care se află la 50 de minute pe mare cu feribotul. Alte rute cu pornire de la Poartă sunt plimbări cu feribotul la Rewas, (Alibaug) și Mandwa, (Alibaug). Aceste feriboturi sunt foarte populare, și se știe în general că transportă un număr mai mare de pasageri decât capacitatea lor.

## Turism
Poarta Indiei este o destinație turistică majoră în Mumbai și un popular loc de adunare pentru localnici, vânzătorii de stradă și fotografi.
În 2012, Maharashtra Tourism Development Corporation a mutat „Festivalul de muzică și dans Elephanta” din locația sa originală de la Peșterile Elephanta (unde se ținuse timp de 23 de ani) la Poarta Indiei din cauză că acest loc oferă o capacitate sporită. Poarta poate găzdui 2.000 până la 2.500 de oameni, pe când Peșterile Elephanta puteau găzdui doar 700 până la 800 de persoane.

## Evenimente și incidente
Monumentul a fost martor al unui atac terorist la 25 august 2003, când o explozie a lăsat urme de sânge în fața porții. Taxiul cu bomba fusese parcat în fața Hotelului Taj Mahal, unul dintre cele mai vechi hoteluri de lux din oraș, căruia i-au fost sparte geamurile la deflagrație. S-a afirmat că suflul exploziei ar fi aruncat mai multe persoane în mare.
Un bărbat cu probleme mintale a înjunghiat două fete tinere din Manipur la Poarta Indiei pe 13 august 2005.
O femeie a fost pipăită la revelionul anului 2007 de către o gloată zgomotoasă.
După atacurile din Mumbai din 2008, s-a propus închiderea aproape tuturor debarcaderelor și înlocuirea lor cu două mai noi în apropiere de Bombay Presidency Radio Club.
După atacul terorist din 26 noiembrie de la Hotel Taj Mahal, accesul publicului în zona de lângă Poartă a fost restricționat.